# Kefersteinia stapelioides
Kefersteinia stapelioides är en orkidéart som beskrevs av Heinrich Gustav Reichenbach. Kefersteinia stapelioides ingår i släktet Kefersteinia och familjen orkidéer. Inga underarter finns listade i Catalogue of Life.

## Bildgalleri

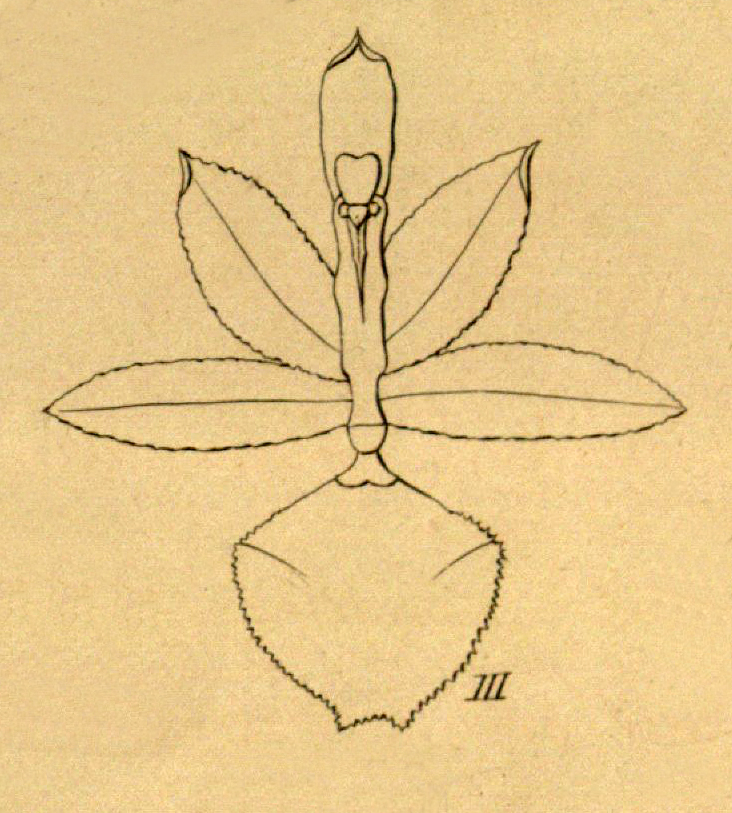